# Erik Nilsson (skulptör)

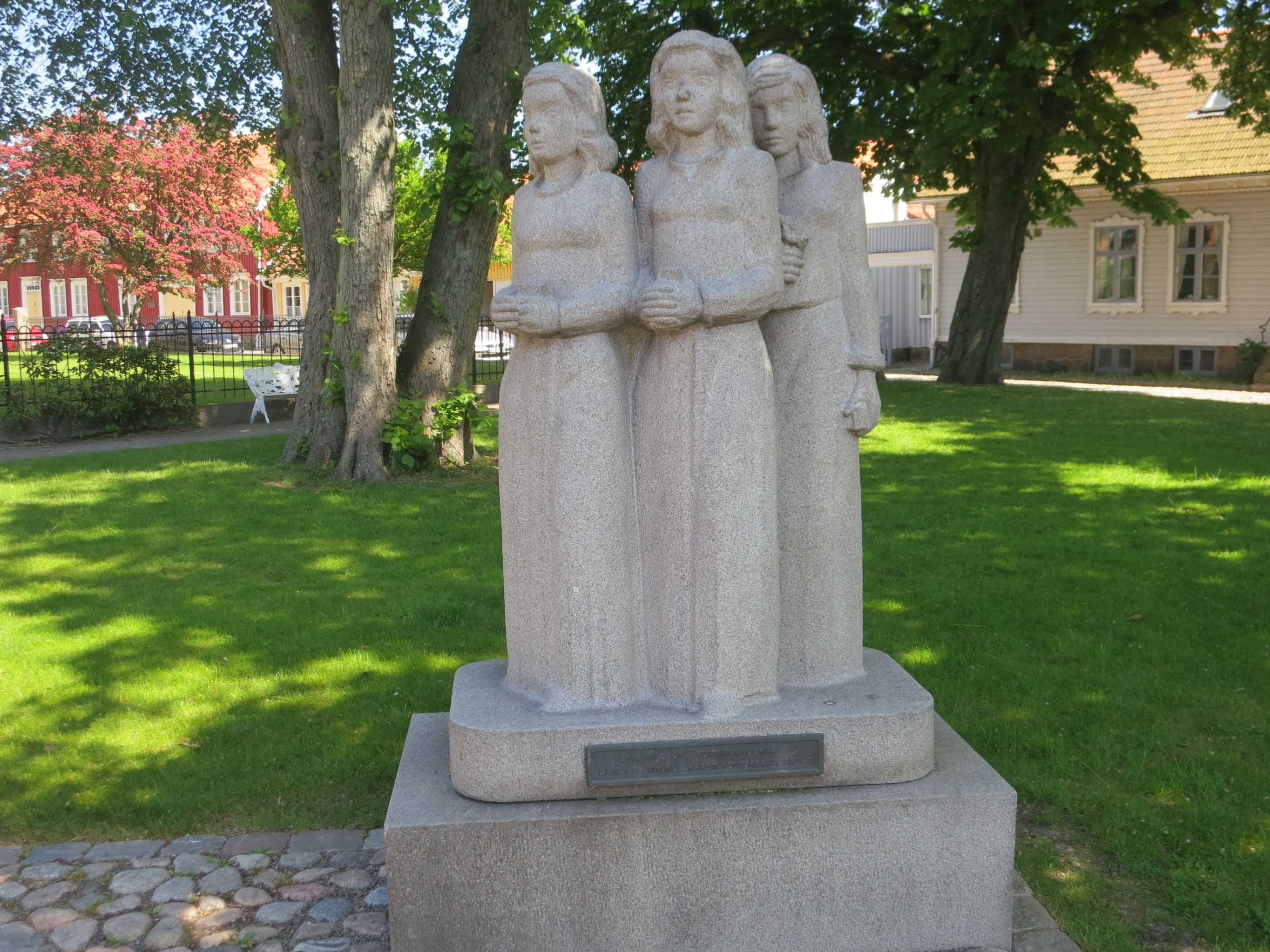
Konfirmanderna i Falkenberg

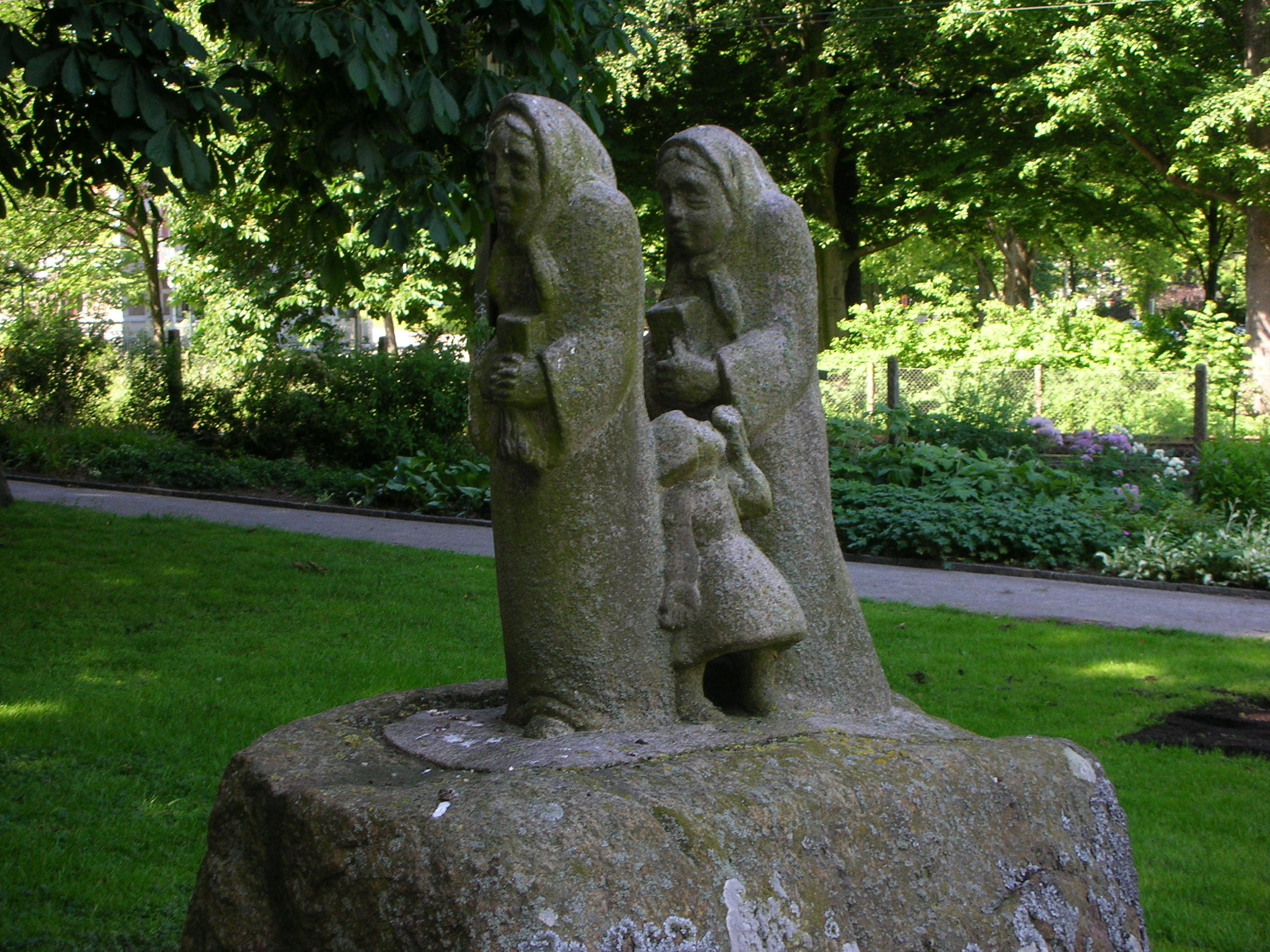
På kyrkstigen i Varberg

Nils Erik Nilsson, född 18 oktober 1903 i Harplinge i Halland, död där 7 december 1982, var en svensk skulptör. 

## Biografi
Han var son till fabrikören Johan August Nilsson och Clara Beata Ingeborg Holmquist och från 1936 gift med Marta Ingeborg Tegnell. 
Redan i skolåldern började Erik Nilsson hjälpa till i sin fars verkstad med finsnickeri. Samtidigt med att arbeta där utvecklade han en förmåga att snida i trä. Åren 1928 till 1931 studerade han hos arkitekt Sigfrid Ericson på Slöjdföreningens skola i Göteborg 1928–1931. Hösten 1931 åkte Nilsson till Paris och studerade vid Maison Watteau hos Charles Despiau och under studieresor till Norge, Belgien och Tyskland. Sommaren 1932 återvände han till Harplinge för att som bildhuggare skapa sin egen framtid. Han medverkade i samlingsutställningar på Hallands museum, Norrbottens museum och i flera av Halmstads konstförenings årliga  höstsalonger. 
Tillsammans med sin familj bodde han kvar i Harplinge till sin död. Erik Nilsson är begravd på Harplinge kyrkogård.

## Verk
År 1931 tillverkade Nilsson en dopfunt i keramik till Snöstorps kyrka efter arkitekt Harald Wadsjös ritningar. De övriga tretton dopfuntar som Nilsson utförde till olika kyrkor tillverkades efter hans egna idéer och ritningar. 
Tre altarprydnader har utgått från Nilssons ateljé. De pryder nu Kilanda och Karaby kyrkor i Västergötland och församlingshemmet i Harplinge. Den kyrka som rymmer flest arbeten av Nilsson är Olaus Petri kyrka, Halmstad. Till invigningen 1936 gjorde han predikstolen och armaturen, bestämde färgsättning samt snidade sex apostlafigurer. När kyrkan fyllde 40 år 1976, placerades i kyrkan ytterligare sex apostlar från Nilssons verkstad.
I många kyrkor i Västra Sverige har han kompletterat saknade och skadade delar av altaruppsatser, basunänglar, dopfuntar, epitafier mm.
I Engelska parken, Varberg finns granitskulpturen, På kyrkstigen. Vid S:t Laurentii kyrka i Falkenberg uppförde han 1956 granitskulpturen Konfirmanderna. Erik Nilssons gestaltning av tre unga flickor har fångat allvaret i konfirmationsstunden.  De första blåsipporna återfinns på minnesstenen över Beda Hallberg i Onsala och en porträttrelief vid S:t Olofs kapell i Tylösand. Hans konst består av statyer, reliefer triptyker utförda i sten, brons, trä och mosaik.
Han är även representerad med konstnärlig utsmyckning i Getinge, Gullbrandstorp, Västra kyrkogården Halmstad, flera platser i Harplinge, Långaryds Höstro, Onsala, Tylösand och Värnamo.

## Representerad i bland annat följande kyrkor
| - Abilds kyrka - Barnarps kyrka - Färgaryds kyrka - Getinge kyrka - Gällinge kyrka - Harplinge kyrka - Holmedals kyrka - Hunnestads kyrka | - Istorps kyrka - Karaby kyrka - Kilanda kyrka - Kinnareds gravkapell - Knäreds kyrka - Morups kyrka - Rävinge kyrka - Kvibille kyrka | - Nissaströms kyrka - Olaus Petri kyrka, Halmstad - Sankt Nikolai kyrka, Halmstad - Sandviks kyrka - Segerstads kyrka - Sibbarps kyrka - Sjötofta kyrka - Skummeslövs kyrka | - Skölvene kyrka - Snöstorps kyrka - Sperlingsholms kyrka - Stråvalla kyrka - Steninge kyrka - Timrå kyrka - Torups kyrka - Tutaryds kyrka | - Tvååkers kyrka - Tönnersjö kyrka - Vapnö kyrka - Årstads kyrka - Övraby kyrka - Öxnevalla kyrka |